# オルビン・レジャー
オルビン・レジャー（Orbyn Leger、1997年3月13日 - ）は、ジャパンラグビーリーグワンNECグリーンロケッツ東葛に所属するラグビーユニオン選手。

## プロフィール
- ニュージーランド・オークランド出身。
- ポジションは、スタンドオフなど。
- 身長 184 cm、体重 90 kg
- U20サモア代表およびU20ニュージーランド代表に選ばれたことがある。
- 父であるガス・レジャー（英語版）は、1990年代後半に州代表（カウンティーズ・マヌカウ）で活躍した[1]。

## 略歴
出典
ハミルトンボーイズ高校出身。高校卒業後、カウンティーズ・マヌカウに加入。
2015年にU20サモア代表となる。その後、ニュージーランド協会に移り、2016年と2017年のU20ニュージーランド代表となり、ワールドラグビーU20チャンピオンシップに3回出場した。
2018年、スーパーラグビーのブルーズに入団。同年、日本で行われたサンウルブズ戦でデビュー。
2019年にチーフスに入団し、2季プレー。チーフスではキャプテンも務めた。
2021年はハリケーンズに入団。
2021シーズンから清水建設江東ブルーシャークスに入団し、4季プレーした。
2024年7月、NECグリーンロケッツ東葛に入団。